# 삭고
삭고(朔鼓)는 무율 타악기이다. 혁부악기이며, 아악기이다.
비교적 긴 북통에 고리를 박고 나무틀에 매달아 사용하는 삭고는 모양은 거의 응고와 비슷하며, 크기는 응고보다 조금 크다. 엎드린 네 마리 호랑이를 새긴 두 대 위에 틀을 세우고 지름 1자 4치 4분·길이 2자 6치 3푼 되는 긴 북을 매달아 친다. 틀 위에는 흰색을 칠한 해의 모양을 달았다. 궁중 조회와 연향(宴享) 때 시작을 성하게 하는 북으로 전정 헌가에 썼으나, 지금은 쓰는 일이 거의 없다.

## 참고 자료
1. ↑  “삭고(朔鼓) - 한국민족문화대백과사전”. 2021년 5월 21일에 확인함.